# Lorenzo Sonego
Lorenzo Sonego, prononcé : [loˈrɛntso ˈsɔneɡo], né le 11 mai 1995 à Turin, est un joueur de tennis italien, professionnel depuis 2013.

## Carrière
Lorenzo Sonego découvre le tennis à l'âge de 11 ans seulement avec Gipo Arbino qui est toujours son entraîneur actuel.
Il remporte son premier titre en tournoi Challenger à Ortisei fin 2017 grâce à une invitation car il n'était classé que 364e mondial.
En 2018, pour sa première participation à un tournoi du Grand Chelem, il parvient à sortir des qualifications de l'Open d'Australie, puis accède au second tour en battant Robin Haase (6-3, 7-5, 66-7, 7-5). Sur terre battue, il se distingue tour d'abord avec un quart de finale à Budapest où il prend le meilleur sur Richard Gasquet, alors 29e mondial. Lors du tournoi suivant à Rome, il bat un nouveau top 30 en écartant Adrian Mannarino au premier tour (2-6, 7-64, 6-3). Fin août, il élimine Gilles Müller qui disputait le dernier match de sa carrière à l'US Open (7-62, 69-7, 5-7, 7-66, 6-2). Dans la foulée, il s'impose à Gênes contre Dustin Brown, un des tournois les mieux dotés du circuit secondaire.
En 2019, il parvient début avril jusqu'en quart de finale du tournoi ATP de Marrakech. La semaine suivante, il se révèle au Masters de Monte-Carlo en atteignant les quarts de finale après des succès sur Andreas Seppi, Karen Khachanov (12e joueur mondial) et Cameron Norrie. Le 29 juin, il bat le Serbe Miomir Kecmanović lors de la finale du tournoi d'Antalya, au terme d'un match serré (65-7, 7-65, 6-1), remportant là son premier titre sur le circuit ATP. Il monte alors dans le top 50 du classement ATP, à la 46e place. Fin juillet, il parvient en demi-finale du tournoi de Kitzbühel après avoir sauvé huit balles de match au premier tour et une au second. Le mois suivant, il réalise un doublé en s'imposant de nouveau à Gênes.
Entre le mois de septembre 2019 et février 2020, il perd 11 matchs de rang mais se rattrape avec un quart de finale à Rio de Janeiro. En septembre, il atteint les huitièmes de finale à Roland-Garros après avoir battu Taylor Fritz sur le score de 7-65, 6-3, 7-617. Il s'agit du plus long tie-break disputé dans le tournoi parisien. Fin octobre au tournoi de Vienne, il profite du forfait de Diego Schwartzman pour intégrer le tableau en tant que lucky loser. Il rallie les quarts de finale où il élimine à la surprise générale le no 1 mondial Novak Djokovic en à peine plus d'une heure de jeu (6-2, 6-1). Il bat ensuite Daniel Evans (6-3, 6-4) pour se qualifier pour la finale qu'il perd face à Andrey Rublev.
En 2021, il remporte son deuxième tournoi ATP à Cagliari contre le Serbe Laslo Djere (2-6, 7-65, 6-4). Il s'impose également en double avec son compatriote Andrea Vavassori.
En septembre 2022, il remporte le tournoi ATP de Metz en battant en finale Alexander Bublik (7-63, 6-2).
En juin 2023, il parvient pour la deuxième fois de sa carrière en huitièmes de finale de Roland-Garros après des victoires sur l'Américain Ben Shelton (6-4, 3-6, 6-3, 6-3), le Français Ugo Humbert (6-4, 6-3, 7-6) et une prestation de haute volée contre le Russe Andrey Rublev, vainqueur de Monte-Carlo, en remontant un handicap de deux sets à zéro (5-7, 0-6, 6-3, 7-6, 6-3). Il est battu en début de deuxième semaine par un autre Russe, Karen Khachanov (6-1, 4-6, 6-7, 1-6), demi-finaliste à l'Open d'Australie et après avoir pourtant obtenu une balle de troisième set.
En août 2024, il remporte le tournoi ATP 250 de Winston-Salem, son quatrième titre en carrière, éliminant en finale l'Américain Alex Michelsen en deux sets (6-0, 6-3). En grande forme, il ne lâche pas une seule manche lors du tournoi, écartant les jeunes Dominic Stricker (6-4, 6-1) et Shang Juncheng (forfait), le Russe Pavel Kotov (6-3, 7-5) et l'ancien top 10 Belge David Goffin (6-3, 6-2).
Il parvient pour la première fois de sa carrière en janvier 2025 en deuxième semaine à l'Open d'Australie. Bénéficiant d'un tableau ouvert, il s'impose d'abord contre le vétéran et ancien vainqueur Stanislas Wawrinka, invité par les organisateurs (6-4, 5-7, 7-5, 7-5) avant de sortir le tout jeune João Fonseca qui dispute son premier Majeur et a éliminé au tour précédent le numéro neuf mondial Andrey Rublev (66-7, 6-3, 6-1, 3-6, 6-3). Il enchaîne une victoire contre le Hongrois Fábián Marozsán (63-7, 7-66, 6-1, 6-2) avant de sortir une autre jeune, le qualifié Américain Learner Tien qui vient de remporter ses premiers matchs en Grand Chelem, ayant réussi l'exploit de sortir le finaliste de l'année passée, Daniil Medvedev (6-3, 6-2, 3-6, 6-1). Pour son premier quart de finale en Grand Chelem, il est défait par un autre Américain, Ben Shelton, ancien demi-finaliste à l'US Open qui ne lui laisse qu'un set (4-6, 5-7, 6-4, 64-7).
Il joue début juillet à Wimbledon deux qualifiés, le jeune Jaime Faria (6-3, 6-4, 6-2) et le Géorgien Nikoloz Basilashvili, tombeur du numéro sept Lorenzo Musetti au tour précédent (6-1, 6-3, 63-7, 7-64). Il accède aux huitièmes de finale à la faveur d'un marathon contre l'Américain Brandon Nakashima (65-7, 7-68, 7-62, 3-6, 7-63) mais retrouve Ben Shelton. Le jeune Américain prend une nouvelle fois avantage sur l'Italien (6-3, 1-6, 61-7, 5-7) pour la troisième fois de la saison en Grand Chelem, ce qui n'était plus arrivé depuis les trois défaites de Frederico Gil contre Jérémy Chardy en 2008.

## Palmarès

### Titres en simple messieurs
| No | Date       | Nom et lieu du tournoi            | Catégorie | Dotation  | Surface      | Finaliste         | Score           |          |
| -- | ---------- | --------------------------------- | --------- | --------- | ------------ | ----------------- | --------------- | -------- |
| 1  | 24-06-2019 | Turkish Airlines Open, Antalya    | ATP 250   | 445 690 € | Gazon (ext.) | Miomir Kecmanović | 65-7, 7-65, 6-1 | Parcours |
| 2  | 05-04-2021 | Sardegna Open, Cagliari           | ATP 250   | 408 800 € | Terre (ext.) | Laslo Djere       | 2-6, 7-65, 6-4  | Parcours |
| 3  | 19-09-2022 | Moselle Open, Metz                | ATP 250   | 534 555 € | Dur (int.)   | Alexander Bublik  | 7-63, 6-2       | Parcours |
| 4  | 18-08-2024 | Winston-Salem Open, Winston-Salem | ATP 250   | 779 780 $ | Dur (ext.)   | Alex Michelsen    | 6-0, 6-3        | Parcours |

### Finales en simple messieurs
| No | Date       | Nom et lieu du tournoi                      | Catégorie | Dotation    | Surface      | Vainqueur      | Score          |          |
| -- | ---------- | ------------------------------------------- | --------- | ----------- | ------------ | -------------- | -------------- | -------- |
| 1  | 26-10-2020 | Erste Bank Open, Vienne                     | ATP 500   | 1 409 510 € | Dur (int.)   | Andrey Rublev  | 6-4, 6-4       | Parcours |
| 2  | 21-06-2021 | Viking International Eastbourne, Eastbourne | ATP 250   | 547 265 €   | Gazon (ext.) | Alex de Minaur | 4-6, 6-4, 7-65 | Parcours |

### Titres en double messieurs
| No | Date       | Nom et lieu du tournoi  | Catégorie | Dotation  | Surface      | Partenaire       | Finalistes                    | Score            |          |
| -- | ---------- | ----------------------- | --------- | --------- | ------------ | ---------------- | ----------------------------- | ---------------- | -------- |
| 1  | 05-04-2021 | Sardegna Open Cagliari  | ATP 250   | 408 800 € | Terre (ext.) | Andrea Vavassori | Simone Bolelli Andrés Molteni | 6-3, 6-4         | Parcours |
| 2  | 25-07-2022 | Generali Open Kitzbühel | ATP 250   | 534 555 € | Terre (ext.) | Pedro Martínez   | Tim Pütz Michael Venus        | 5-7, 6-4, [10-8] | Parcours |

### Finales en double messieurs
| No | Date       | Nom et lieu du tournoi     | Catégorie    | Dotation    | Surface    | Vainqueurs                 | Partenaire      | Score             |          |
| -- | ---------- | -------------------------- | ------------ | ----------- | ---------- | -------------------------- | --------------- | ----------------- | -------- |
| 1  | 19-02-2024 | Qatar ExxonMobil Open Doha | ATP 250      | 1 395 875 $ | Dur (ext.) | Jamie Murray Michael Venus | Lorenzo Musetti | 7-60, 2-6, [10-8] | Parcours |
| 2  | 07-08-2025 | Cincinnati Open Cincinnati | Masters 1000 | 9 193 540 $ | Dur (ext.) | Nikola Mektić Rajeev Ram   | Lorenzo Musetti | 4-6, 6-3, [10-5]  | Parcours |

## Parcours dans les tournois duGrand Chelem

### En simple
| Année | Open d'Australie | Open d'Australie  | Internationaux de France | Internationaux de France | Wimbledon       | Wimbledon         | US Open         | US Open         |
| ----- | ---------------- | ----------------- | ------------------------ | ------------------------ | --------------- | ----------------- | --------------- | --------------- |
| 2018  | 2e tour (1/32)   | Richard Gasquet   | —                        | —                        | 1er tour (1/64) | Taylor Fritz      | 2e tour (1/32)  | Karen Khachanov |
| 2019  | —                | —                 | 1er tour (1/64)          | Roger Federer            | 1er tour (1/64) | Marcel Granollers | 2e tour (1/32)  | Pablo Andújar   |
| 2020  | 1er tour (1/64)  | Nick Kyrgios      | 1/8 de finale            | D. Schwartzman           | Annulé          | Annulé            | 1er tour (1/64) | A. Mannarino    |
| 2021  | 2e tour (1/32)   | Feliciano López   | 1er tour (1/64)          | Lloyd Harris             | 1/8 de finale   | Roger Federer     | 1er tour (1/64) | Oscar Otte      |
| 2022  | 3e tour (1/16)   | Miomir Kecmanović | 3e tour (1/16)           | Casper Ruud              | 3e tour (1/16)  | Rafael Nadal      | 1er tour (1/64) | Jordan Thompson |
| 2023  | 2e tour (1/32)   | Hubert Hurkacz    | 1/8 de finale            | Karen Khachanov          | 1er tour (1/64) | Matteo Berrettini | 2e tour (1/32)  | Jannik Sinner   |
| 2024  | 2e tour (1/32)   | Carlos Alcaraz    | 2e tour (1/32)           | Zhang Zhizhen            | 2e tour (1/32)  | R. Bautista-Agut  | 1er tour (1/64) | Tommy Paul      |
| 2025  | 1/4 de finale    | Ben Shelton       | 1er tour (1/64)          | Ben Shelton              | 1/8 de finale   | Ben Shelton       |                 |                 |

N.B. : à droite du résultat se trouve le nom de l'ultime adversaire.

### En double messieurs
| Année | Open d'Australie                                                                    | Open d'Australie                                                                         | Internationaux de France                                                                 | Internationaux de France                                                         | Wimbledon                                                                          | Wimbledon                                                                           | US Open | US Open |
| ----- | ----------------------------------------------------------------------------------- | ---------------------------------------------------------------------------------------- | ---------------------------------------------------------------------------------------- | -------------------------------------------------------------------------------- | ---------------------------------------------------------------------------------- | ----------------------------------------------------------------------------------- | ------- | ------- |
| 2019  | —                                                                                   | —                                                                                        | 2e tour (1/16) M. Berrettini \|\| style="text-align:left;" \| Guido Pella D. Schwartzman | 1er tour (1/32) R. Carballés \|\| style="text-align:left;" \| F. Martin Hugo Nys | —                                                                                  | —                                                                                   |         |         |
| 2020  | 1er tour (1/32) A. Seppi \|\| style="text-align:left;" \| H. Kontinen J.-L. Struff  | 1er tour (1/32) S. Travaglia \|\| style="text-align:left;" \| F. Nielsen Tim Pütz        | Annulé                                                                                   | Annulé                                                                           | —                                                                                  | —                                                                                   |         |         |
| 2021  | 2e tour (1/16) A. Vavassori \|\| style="text-align:left;" \| S. Bolelli M. González | 1er tour (1/32) A. Vavassori \|\| style="text-align:left;" \| Sander Gillé Joran Vliegen | —                                                                                        | —                                                                                | —                                                                                  | —                                                                                   |         |         |
| 2022  | —                                                                                   | —                                                                                        | 2e tour (1/16) A. Vavassori \|\| style="text-align:left;" \| Jonny O'Mara J. Withrow     | —                                                                                | —                                                                                  | 1/8 de finale A. Vavassori \|\| style="text-align:left;" \| M. Demoliner João Sousa |         |         |
|       |                                                                                     |                                                                                          |                                                                                          |                                                                                  |                                                                                    |                                                                                     |         |         |
| 2024  | —                                                                                   | —                                                                                        | —                                                                                        | —                                                                                | 1er tour (1/32) F. Cobolli \|\| style="text-align:left;" \| M. McDonald B. Shelton | —                                                                                   | —       |         |

N.B. : le nom du partenaire se trouve sous le résultat ; les noms des ultimes adversaires se trouvent à droite.

## Parcours dans lesMasters 1000
| Année | Indian Wells        | Miami                      | Monte-Carlo              | Madrid                | Rome                      | Canada              | Cincinnati                 | Shanghai               | Paris                |
| ----- | ------------------- | -------------------------- | ------------------------ | --------------------- | ------------------------- | ------------------- | -------------------------- | ---------------------- | -------------------- |
| 2016  | —                   | —                          | —                        | —                     | 1er tour J. Sousa         | —                   | —                          | —                      | —                    |
|       |                     |                            |                          |                       |                           |                     |                            |                        |                      |
| 2018  | —                   | —                          | —                        | —                     | 2e tour P. Gojowczyk      | —                   | —                          | —                      | —                    |
| 2019  | —                   | 2e tour J. Isner           | 1/4 de finale D. Lajović | —                     | 1er tour K. Khachanov     | —                   | 1er tour N. Kyrgios        | 1er tour G. Monfils    | —                    |
| 2020  | n.o.                | n.o.                       | n.o.                     | n.o.                  | 2e tour C. Ruud           | n.o.                | 1er tour T. Sandgren       | n.o.                   | 2e tour A. de Minaur |
| 2021  | 2e tour K. Anderson | 1/8 de finale S. Tsitsipás | 2e tour A. Zverev        | —                     | 1/2 finale N. Djokovic    | 1er tour U. Humbert | 1/8 de finale S. Tsitsipás | n.o.                   | 1er tour T. Fritz    |
| 2022  | 2e tour B. Bonzi    | 2e tour D. Kudla           | 2e tour L. Djere         | 1er tour J. Draper    | 1er tour D. Shapovalov    | —                   | 1er tour B. Shelton        | n.o.                   | 1er tour F. Tiafoe   |
| 2023  | 1er tour J. Kubler  | 1/8 de finale F. Cerúndolo | 2e tour D. Medvedev      | 1er tour J.-L. Struff | 3e tour S. Tsitsipás      | 1er tour A. Murray  | 2e tour T. Fritz           | 3e tour N. Jarry       | —                    |
| 2024  | 2e tour C. Norrie   | 1er tour D. Evans          | 1/8 de finale U. Humbert | 2e tour J. Sinner     | 1er tour D. Lajović       | 2e tour A. Tabilo   | —                          | 1er tour D. Shapovalov | 1er tour N. Jarry    |
| 2025  | 1er tour D. Goffin  | 2e tour T. Fritz           | 1er tour P. Martínez     | 2e tour A. de Minaur  | 1er tour R. A. Burruchaga | 3e tour A. Rublev   | 3e tour T. Fritz           |                        |                      |

N.B. : sous le résultat se trouve le nom de l’ultime adversaire.

## Victoires sur le top 10
Toutes ses victoires sur des joueurs classés dans le top 10 de l'ATP lors de la rencontre.
| Légende      |
| Grand Chelem |
| Masters 1000 |
| ATP 500      |
| ATP 250      |
| Coupe Davis  |

| # | L.S.  | Tournoi       | Année | Surface      | Adversaire            | Rang  | Tour | Score                    |
| - | ----- | ------------- | ----- | ------------ | --------------------- | ----- | ---- | ------------------------ |
| 1 | no 42 | Vienne        | 2020  | Dur (int.)   | Novak Djokovic        | no 1  | 1/4  | 6-2, 6-1                 |
| 2 | no 28 | Rome          | 2021  | Terre battue | Dominic Thiem         | no 4  | 1/8  | 6-4, 65-7, 7-65          |
| 3 | no 28 | Rome          | 2021  | Terre battue | Andrey Rublev         | no 7  | 1/4  | 3-6, 6-4, 6-3            |
| 4 | no 66 | Metz          | 2022  | Dur (int.)   | Hubert Hurkacz        | no 10 | 1/2  | 7-65, 6-4                |
| 5 | no 67 | Dubaï         | 2023  | Dur          | Félix Auger-Aliassime | no 9  | 1/8  | 7-64, 6-4                |
| 6 | no 48 | Roland-Garros | 2023  | Terre battue | Andrey Rublev         | no 7  | 1/16 | 5-7, 0-6, 6-3, 7-65, 6-3 |

## Classements ATP en fin de saison
| Année          | 2014 | 2015 | 2016 | 2017 | 2018 | 2019 | 2020 | 2021 | 2022 | 2023 | 2024 |
| Rang en simple | 810  | 374  | 303  | 213  | 108  | 52   | 33   | 27   | 45   | 46   | 53   |
| Rang en double | –    | 496  | 813  | 374  | 677  | 456  | 228  | 139  | 63   | 241  | 282  |

Source : (en) Classements de Lorenzo Sonego sur le site officiel de la Fédération internationale de tennis